# 1. liga (calcio Repubblica Ceca)
La 1. liga, in ceco 1. česká fotbalová liga, chiamata anche Chance liga per ragioni di sponsor, è la massima divisione del campionato ceco di calcio, nata in seguito alla dissoluzione della Cecoslovacchia.
La squadra più titolata è lo Sparta Praga, che ha vinto quattordici volte il campionato.

## Formato
A partire dalla stagione 2018-2019 è stato adottato un formato con una divisione del campionato al termine della stagione regolare, composta da un girone all'italiana. Le prime 6 squadre giocano il play-off scudetto per il titolo e le qualificazioni europee attraverso un girone di sola andata, altre 4 squadre giocano due turni ad eliminazione diretta per un'ulteriore qualificazione nelle competizioni continentali, mentre le ultime 6 giocano un play-out retrocessione, sotto forma di girone di sola andata, per decretare una retrocessione e due squadre che dovranno giocare un play-off promozione/retrocessione contro altrettante squadre di 2.liga per la permanenza nella massima serie.

## Storia

### Campionato ceco
Il campionato nasce nel 1993, all'indomani della divisione della Cecoslovacchia tra Repubblica Ceca e Slovacchia. Nei suoi primi anni vide un dominio incontrastato da parte dello Sparta Praga, che mise in bacheca diversi titoli in serie fino al successo di alcune outsider: Slavia Praga – che nel 1996 tornò a vincere un campionato a distanza di cinquant'anni dall'ultima volta – e le sorprese Slovan Liberec (2002, prima squadra non della capitale) e Baník Ostrava (2004). L'egemonia dei Granata si spezzò definitivamente nella metà degli anni duemila, con la seconda vittoria dello Slovan Liberec e i due successi consecutivi dello Slavia Praga.
Gli anni duemila vedono imporsi in campionato il Viktoria Plzeň, club con un recente passato di continue retrocessioni e promozioni dalla seconda divisione.

## Le squadre
Sono 33 le squadre ad aver preso parte alle 33 stagioni della 1. liga dal 1993-1994 al 2025-2026.
- 33 volte:  Slavia Praga,  Slovan Liberec,  Sparta Praga
- 32 volte:  Jablonec
- 31 volte:  Baník Ostrava,  Sigma Olomouc
- 30 volte:  Teplice
- 29 volte:  Viktoria Plzeň
- 26 volte:  Zbrojovka Brno
- 25 volte:  Slovácko
- 24 volte:  Bohemians 1905
- 23 volte:  Dyn. Č. Budějovice
- 22 volte:  Mladá Boleslav,  Příbram
- 20 volte:  Trinity Zlín
- 18 volte:  Hradec Králové
- 14 volte:  Viktoria Žižkov
- 12 volte:  Opava
- 11 volte:  Dukla Praga,  Karviná
- 10 volte:  Drnovice,
- 8 volte:  Chmel Blšany
- 7 volte:  Vysočina Jihlava
- 5 volte:  Pardubice
- 4 volte:  Kladno
- 3 volte:  Most,  Union Cheb
- 2 volte:  Strizkov
- 1 volta:  Atlantic Lázně Bohdaneč,  Benešov,  Ústí nad Labem,  Vítkovice,  Znojmo

## Albo d'oro
Da quando è nato il campionato ceco ha visto la prevalenza delle squadre di Praga che hanno vinto il titolo per 20 volte nelle prime 30 edizioni: lo Sparta Praga ha trionfato 14 volte e lo Slavia Praga 7 volte, le squadre non appartenenti alla capitale a vincere il campionato sono state il Viktoria Plzeň con 6 titoli, lo Slovan Liberec con 3 titoli e il Baník Ostrava con 1.
- 1993-1994:  Sparta Praga (1)
- 1994-1995:  Sparta Praga (2)
- 1995-1996:  Slavia Praga (1)
- 1996-1997:  Sparta Praga (3)
- 1997-1998:  Sparta Praga (4)
- 1998-1999:  Sparta Praga (5)
- 1999-2000:  Sparta Praga (6)
- 2000-2001:  Sparta Praga (7)
- 2001-2002:  Slovan Liberec (1)
- 2002-2003:  Sparta Praga (8)
- 2003-2004:  Baník Ostrava (1)
- 2004-2005:  Sparta Praga (9)
- 2005-2006:  Slovan Liberec (2)
- 2006-2007:  Sparta Praga (10)
- 2007-2008:  Slavia Praga (2)
- 2008-2009:  Slavia Praga (3)
- 2009-2010:  Sparta Praga (11)
- 2010-2011:  Viktoria Plzeň (1)
- 2011-2012:  Slovan Liberec (3)
- 2012-2013:  Viktoria Plzeň (2)
- 2013-2014:  Sparta Praga (12)
- 2014-2015:  Viktoria Plzeň (3)
- 2015-2016:  Viktoria Plzeň (4)
- 2016-2017:  Slavia Praga (4)
- 2017-2018:  Viktoria Plzeň (5)
- 2018-2019:  Slavia Praga (5)
- 2019-2020:  Slavia Praga (6)
- 2020-2021:  Slavia Praga (7)
- 2021-2022:  Viktoria Plzeň (6)
- 2022-2023:  Sparta Praga (13)
- 2023-2024:  Sparta Praga (14)
- 2024-2025:   Slavia Praga (8)

## Vittorie per squadra
| Squadra        | Vittorie | Stagioni |
| -------------- | -------- | --- |
| Sparta Praga   | 14       | 1993-1994, 1994-1995, 1996-1997, 1997-1998, 1998-1999, 1999-2000, 2000-2001, 2002-2003, 2004-2005, 2006-2007, 2009-2010, 2013-2014, 2022-2023, 2023-2024 |
| Slavia Praga   | 8        | 1995-1996, 2007-2008, 2008-2009, 2016-2017, 2018-2019, 2019-2020, 2020-2021, 2024-2025                                                                   |
| Viktoria Plzeň | 6        | 2010-2011, 2012-2013, 2014-2015, 2015-2016, 2017-2018, 2021-2022                                                                                         |
| Slovan Liberec | 3        | 2001-2002, 2005-2006, 2011-2012 |
| Baník Ostrava  | 1        | 2003-2004 |

## Statistiche e record
Aggiornate al 31 maggio 2024

### Presenze
In grassetto i calciatori ancora in attività
| Pos. | Giocatore        | Attività  | Presenze |
| ---- | ---------------- | --------- | -------- |
| 1    | Milan Petržela   | 2001-     | 511      |
| 2    | Václav Procházka | 2001-     | 447      |
| 3    | Josef Jindřišek  | 2003-     | 442      |
| 4    | Stanislav Vlček  | 1993-2013 | 436      |
| 5    | Martin Vaniak    | 1988-2011 | 432      |
| 5    | Rudolf Otepka    | 1992-2013 | 432      |
| 7    | Marek Matějovský | 1999-     | 427      |
| 8    | Pavel Horváth    | 1993-2015 | 426      |
| 9    | David Lafata     | 2000-2016 | 418      |
| 10   | Libor Došek      | 1997-2016 | 407      |

### Reti
In grassetto i calciatori ancora in attività
| Pos. | Giocatore       | Attività  | Reti |
| ---- | --------------- | --------- | ---- |
| 1    | David Lafata    | 2000-2016 | 198  |
| 2    | Horst Siegl     | 1987-2006 | 134  |
| 3    | Libor Došek     | 1997-2016 | 125  |
| 4    | Milan Škoda     | 2004-     | 104  |
| 5    | Jakub Řezníček  | 2006-     | 96   |
| 6    | Jan Chramosta   | 2009-     | 95   |
| 7    | Stanislav Vlček | 1993-2013 | 94   |
| 8    | Luděk Zelenka   | 1995-2009 | 92   |
| 9    | Marek Kulič     | 1996-2014 | 88   |
| 10   | Martin Doležal  | 2008-     | 87   |